# Тенчинский, Анджей (ум. 1561)
Анджей Тенчинский (пол. Andrzej Tęczyński; около 1480 — 25 декабря 1561) — польский государственный деятель и магнат, воевода люблинский (1545—1561), каштелян краковский (1561), староста снятынский и рогатинский, хорунжий краковский (1530), великий коронный мечник (1530), граф Священной Римской империи.

## Биография
Представитель польского магнатского рода Тенчинских герба «Топор». Третий сын рыцаря Габриэля Тенчинского из Моравицы (ок. 1430—1497) и Анны Тенчинской, урожденной Конинской.
Он путешествовал по Европе, в том числе в Испанию. В 1538 году принимал участие в защите Подолья от крымских татар. Занимал должности воеводы люблинского и каштеляна краковского, хорунжего краковского и великого мечника коронного. Ему принадлежали староства снятынское и рогатинское. Перед смертью он получил от императора патент, подтверждающий графский титул Священной Римской империи (предоставленный в 1527 году) и герб.
Анджей Тенчинский был похоронен в Коньсковоле (его собственности, которой он предоставил городские права королевским обещанием), в ранее неизвестном склепе.

## Семья
Анджей Тенчинский был дважды женат. Его первой женой была Катажина Заклика-Чижовская, от брака с которой у него была одна дочь:
- Ядвига Тенчинская (+ 1592), 1-й муж — воевода бжесць-куявский Бартоломей Зебжидовский (+ после 1561), 2-й муж — воевода краковский Станислав Мышковский (+ 1570)

После смерти жены он женился вторым браком на Анне Ожаровской, от которой у него родились два сына и две дочери:
- Ян Тенчинский (+ 1593), каштелян войницкий, староста люблинский
- Анджей Тенчинский (+ 1588), каштелян и воевода белзский
- Софья Тенчинская (+ после 1584 г.), жена старосты шидловского Николая Зборовского
- Анна Тенчинская (+ 1581), жена каштеляна малогощского и радомского Кшиштофа Лянцкоронского.